# Promoveatur ut amoveatur
La frase latina Promoveatur ut amoveatur significa letteralmente «sia promosso affinché sia rimosso».
Viene usata spesso nel linguaggio burocratico per esprimere la necessità di liberare una posizione chiave dell'organigramma dalla persona che lo occupa, promuovendo la stessa persona a un qualunque altro ruolo di rango superiore, per lo più meramente onorifico, essendo questo l'unico mezzo per poterla allontanare dalla posizione occupata senza doverla licenziare.

## Motivazioni
In alcuni casi l'unico modo per liberarsi di una persona incompetente o, al contrario, semplicemente scomoda da una posizione di responsabilità è quello di promuoverla ad una posizione nominalmente di maggior prestigio ma di fatto inutile o da svolgersi in un luogo diverso e distante dove non dia troppo fastidio. La rimozione serve spesso a favorire qualcuno, ad esempio un politico o un dirigente di azienda, che aspiri a collocare in una data posizione strategica una persona di propria fiducia. 
La frase è spesso citata in una situazione lavorativa caratterizzata da una velata mancanza di legalità, relativamente alla necessità di rimuovere una persona considerata un ostacolo all'andazzo comune, non perché inadeguata o incompetente ma proprio perché troppo efficiente e diligente nel proprio lavoro.

## Principio di Peter
Si può associare questa scelta al principio di Peter, secondo cui "ogni membro di una gerarchia tende a essere promosso fino a raggiungere il proprio livello di incompetenza, dove si ferma". Il principio di Peter, tuttavia, si riferisce alle dinamiche organizzative determinate dall'attitudine a promozioni meritocratiche. La conseguenza di questo principio è che, "con il tempo, ogni ruolo dell'organigramma tende a essere occupato da un incompetente", il che esprimerebbe un limite e un difetto della meritocrazia nelle organizzazioni.